# Discocerina
Discocerina is een vliegengeslacht uit de familie van de oevervliegen (Ephydridae).

## Soorten
- D. brunneonitens Cresson, 1940
- D. flavipes Cresson, 1941
- D. nadineae (Cresson, 1925)
- D. obscura Williston, 1896
- D. obscurella (Fallen, 1813)
- D. trochanterata Cresson, 1940
- D. turgidula Cresson, 1940